# Bittelhof (Ruppertshofen)
Der Bittelhof ist ein Einzelhof der Gemeinde Ruppertshofen im Ostalbkreis in Baden-Württemberg.

## Beschreibung
Der Hof liegt direkt an der Rot unmittelbar neben der Ulrichsmühle circa einen Kilometer westlich von Ruppertshofen.
Der Untergrund besteht aus Hochwassersediment. Naturräumlich gehört der Ort zum Unterraum Hinteren Welzheimer Wald im Naturraum Schurwald und Welzheimer Wald.

## Geschichte
In früheren Zeiten gehörte der Hof wie auch die benachbarte Ulrichsmühle zum Dorf Hönig. Bis 1583 war es im Besitz des Klosters Gotteszell.